# The Pale Blue Eye
The Pale Blue Eye är en amerikansk mysteriethrillerfilm från 2022 skriven och regisserad av Scott Cooper. Filmen bygger på en roman med samma namn skriven av Louis Bayards 2006. I rollerna finns Christian Bale, Harry Melling, Gillian Anderson, Lucy Boynton, Charlotte Gainsbourg, Toby Jones, Harry Lawtey, Simon McBurney, Timothy Spall och Robert Duvall. 
Filmen följer veterandetektiven Augustus Landor i 1830 års West Point, New York, när han utreder en serie mord vid United States Military Academy, med hjälp av den unge militärkadetten Edgar Allan Poe.
The Pale Blue Eye släpptes på utvalda biografer den 23 december 2022, innan den slutligen släpptes för streaming på Netflix den 6 januari 2023. Filmen fick blandade recensioner.

## Rollista
| Christian Bale       | – Augustus Landor           |
| Harry Melling        | – Kadett Edgar Allan Poe    |
| Gillian Anderson     | – Mrs. Julia Marquis        |
| Lucy Boynton         | – Lea Marquis               |
| Charlotte Gainsbourg | – Patsy                     |
| Toby Jones           | – Dr. Daniel Marquis        |
| Harry Lawtey         | – Kadett Artemus Marquis    |
| Simon McBurney       | – Kapten Hitchcock          |
| Hadley Robinson      | – Mattie Landor             |
| Timothy Spall        | – Överintendent Thayer      |
| Robert Duvall        | – Jean Pepe                 |
| Joey Brooks          | – Kadett Stoddard           |
| Brennan Keel Cook    | – Kadett Huntoon            |
| Gideon Glick         | – Kadett Haratio Cochrane   |
| Fred Hechinger       | – Kadett Randolph Ballinger |
| Matt Heim            | – Kadett Llewellyn Lee      |
| Jack Irving          | – Kadett Hamilton           |
| Mathias Goldstein    | – Löjtnant Locke            |
| Steven Maier         | – Kadett Fry                |
| Charlie Tahan        | – Kadett Loughborough       |

Dessutom framträder John Fetterman och hans hustru Gisele Barreto Fetterman som ett par under filmens gång, detta i en okrediterad cameo.